# رينيه باش
رينيه باش هو متسابق دراجات نارية دنماركي، ولد في 7 يونيو 1990 في Rødekro ‏ في الدنمارك.